# Troféu Brasil de Natação
O Troféu Brasil de Natação (Anteriormente: Troféu Maria Lenk) é uma competição brasileira disputada por equipes em provas individuais e de revezamento. Também é conhecido como o Campeonato Brasileiro Absoluto de Verão e/ou Campeonato Brasileiro Absoluto de Piscina Longa (50m). É um dos eventos mais notáveis em âmbito nacional.
Sua primeira edição ocorreu em 1962 em Porto Alegre e teve o Club Athlético Paulistano como campeão. A edição mais recente ocorreu na cidade do Rio de Janeiro em Dezembro de 2020. O troféu é marcado pela hegemonia dos clube dos estados de Rio de Janeiro, São Paulo e Minas Gerais. Os principais vencedores são: Esporte Clube Pinheiros com 18 títulos, Clube de Regatas do Flamengo com 13, e Minas Tênis Clube com 10.

## Edições Notáveis

### 2012
Em 2012, o Clube de Regatas do Flamengo sagrou-se campeão brasileiro absoluto de natação, depois de uma década, com 2152,5 pontos. O Troféu foi conquistado depois de uma briga ponto a ponto com o Esporte Clube Pinheiros (2070 Pontos) e Sport Club Corinthians Paulista (1939,5 Pontos), respectivamente, segundo e terceiro lugares. O Minas Tênis Clube ficou com a quarta posição (1812 Pontos).

### 2016
Em 2016, o Troféu Brasil de Natação foi utilizado como evento teste para os Jogos Olímpicos de Verão de 2016. No evento puderam ser testados os sistemas de cronometragem eletrônica, Piscinas, sistemas de ventilação e a infraestrutura do Estádio Aquático Olímpico, na Barra da Tijuca.

### 2020
Em 2020, o Troféu Brasil de Natação marcou o retorno das competições nacionais após a Pandemia de COVID-19. Originalmente o campeonato deveria ter sido realizado em abril, mas precisou ser adiado para dezembro a fim de cumprir medidas sanitárias impostas pelas entidades governamentais.

## Histórico do Evento

### Campeão por Edição
| Ano  | Campeão                         | Local           |
| ---- | ------------------------------- | --------------- |
| 1962 | Club Athlético Paulistano       | Porto Alegre    |
| 1963 | Club Athlético Paulistano       | Rio de Janeiro  |
| 1964 | Sport Club Corinthians Paulista | Belo Horizonte  |
| 1965 | Sport Club Corinthians Paulista | São Paulo       |
| 1966 | Sport Club Corinthians Paulista | Porto Alegre    |
| 1967 | Botafogo de Futebol e Regatas   | Rio de Janeiro  |
| 1968 | Clube de Regatas Flamengo       | Belo Horizonte  |
| 1969 | Fluminense Football Club        | São Paulo       |
| 1970 | Fluminense Football Club        | Porto Alegre    |
| 1971 | Botafogo de Futebol e Regatas   | Rio de Janeiro  |
| 1972 | Botafogo de Futebol e Regatas   | Juiz de Fora    |
| 1973 | Botafogo de Futebol e Regatas   | São Paulo       |
| 1974 | Botafogo de Futebol e Regatas   | Salvador        |
| 1975 | Fluminense Football Club        | Rio de Janeiro  |
| 1976 | Fluminense Football Club        | São Paulo       |
| 1977 | Esporte Clube Pinheiros         | Belo Horizonte  |
| 1978 | Fluminense Football Club        | Rio de Janeiro  |
| 1979 | Esporte Clube Pinheiros         | Mogi das Cruzes |
| 1980 | Clube de Regatas Flamengo       | Rio de Janeiro  |
| 1981 | Clube de Regatas Flamengo       | Rio de Janeiro  |
| 1982 | Clube de Regatas Flamengo       | São Paulo       |
| 1983 | Clube de Regatas Flamengo       | Rio de Janeiro  |
| 1984 | Clube de Regatas Flamengo       | Rio de Janeiro  |
| 1985 | Clube de Regatas Flamengo       | Campinas        |
| 1986 | Clube de Regatas Flamengo       | Rio de Janeiro  |
| 1987 | Clube de Regatas Flamengo       | Belo Horizonte  |
| 1988 | Minas Tênis Clube               | Curitiba        |
| 1989 | Clube de Regatas Flamengo       | Rio de Janeiro  |
| 1990 | Minas Tênis Clube               | São Paulo       |
| 1991 | Clube de Regatas Flamengo       | Rio de Janeiro  |
| 1992 | Minas Tênis Clube               | Belo Horizonte  |
| 1993 | Esporte Clube Pinheiros         | São Paulo       |
| 1994 | Minas Tênis Clube               | Rio de Janeiro  |
| 1994 | Minas Tênis Clube               | Belo Horizonte  |
| 1995 | Esporte Clube Pinheiros         | São Paulo       |
| 1996 | Minas Tênis Clube               | Rio de Janeiro  |
| 1997 | Minas Tênis Clube               | Belo Horizonte  |
| 1998 | Esporte Clube Pinheiros         | São Paulo       |
| 1999 | Club de Regatas Vasco da Gama   | Rio de Janeiro  |
| 2000 | Club de Regatas Vasco da Gama   | São Paulo       |
| 2001 | Club de Regatas Vasco da Gama   | Rio de Janeiro  |
| 2002 | Clube de Regatas Flamengo       | Brasília        |
| 2003 | Esporte Clube Pinheiros         | Rio de Janeiro  |
| 2004 | Esporte Clube Pinheiros         | Rio de Janeiro  |
| 2005 | Esporte Clube Pinheiros         | Belo Horizonte  |
| 2006 | Esporte Clube Pinheiros         | Rio de Janeiro  |
| 2007 | Esporte Clube Pinheiros         | Rio de Janeiro  |
| 2008 | Esporte Clube Pinheiros         | Rio de Janeiro  |
| 2009 | Esporte Clube Pinheiros         | Rio de Janeiro  |
| 2010 | Esporte Clube Pinheiros         | Santos          |
| 2011 | Minas Tênis Clube               | Rio de Janeiro  |
| 2012 | Clube de Regatas Flamengo       | Rio de Janeiro  |
| 2013 | Minas Tênis Clube               | Rio de Janeiro  |
| 2014 | Sport Club Corinthians Paulista | São Paulo       |
| 2015 | Esporte Clube Pinheiros         | Rio de Janeiro  |
| 2016 | Esporte Clube Pinheiros         | Rio de Janeiro  |
| 2017 | Esporte Clube Pinheiros         | Rio de Janeiro  |
| 2018 | Esporte Clube Pinheiros         | Rio de Janeiro  |
| 2019 | Esporte Clube Pinheiros         | Rio de Janeiro  |
| 2020 | Minas Tênis Clube               | Rio de Janeiro  |
| 2022 | Esporte Clube Pinheiros         | Rio de Janeiro  |
| 2023 | Esporte Clube Pinheiros         | Recife          |
| 2024 | Unisanta                        | Rio de Janeiro  |
| 2025 | Minas Tênis Clube               | Rio de Janeiro  |

### Títulos por Clube
| Títulos              | Clube                           | Sede Clube     |
| -------------------- | ------------------------------- | -------------- |
| 20                   | Esporte Clube Pinheiros         | São Paulo      |
| 13                   | Clube de Regatas Flamengo       | Rio de Janeiro |
| 11                   | Minas Tênis Clube               | Belo Horizonte |
| 5                    | Fluminense Football Club        | Rio de Janeiro |
| 5                    | Botafogo de Futebol e Regatas   | Rio de Janeiro |
| 4                    | Sport Club Corinthians Paulista | São Paulo      |
| 3                    | Club de Regatas Vasco da Gama   | Rio de Janeiro |
| 2                    | Club Athlético Paulistano       | São Paulo      |
| 1                    | Unisanta                        | São Paulo      |
| Total de Títulos: 64 |                                 |                |

## Ligações Externas
- Website CBDA
- Website Best Swimming
- Website Swim It Up